# Гертруда Нівельська
Гертруда Нівельська (нім. Gertrud von Nivelles, лат. Gertrudis Nivellebsis, 626, Ланден — 17 березня 659, Нівель) — католицька свята, настоятелька Нивельского абатства, розташованого на території сучасної Бельгії.

## Життєпис
Гертруда була дочкою майордома Австразии Піпіна Ланденського і св. Ітти (Ідубергі). Сестра Гертруди Бегга Анденська також була зарахована до лику святих.
У молодості Гертруда відмовилася від шлюбу і вступила в монастир в Нівелі, заснований її матір'ю. Після смерті матері у 652 році замінила її на посаді настоятельки Нівельського абатства. При Гертруді абатство перетворилося у важливий релігійний і культурний центр. Гертруда, зокрема, створила велику бібліотеку, виписуючи богословські та літургійні книги з Риму. Нівельський монастир відвідували ірландські ченці свв. Фоліан і Ультан, брати святого Фурси, завдяки чому в монастирі утвердився ірландський богослужбовий статут. За житійним відомостями св. Гертруда розшукала тіло св. Фоліана після його мученицької смерті та поховала в Нівелі.
Гертруда приймала в монастирі численних подорожніх, паломників, хворих і убогих. Прославилася добрим і вкрай аскетичним способом життя. Згідно житію її здоров'я було настільки ослаблене суворим способом життя, що вона була змушена піти у відставку з поста аббатиси в 658 році і через рік померла.

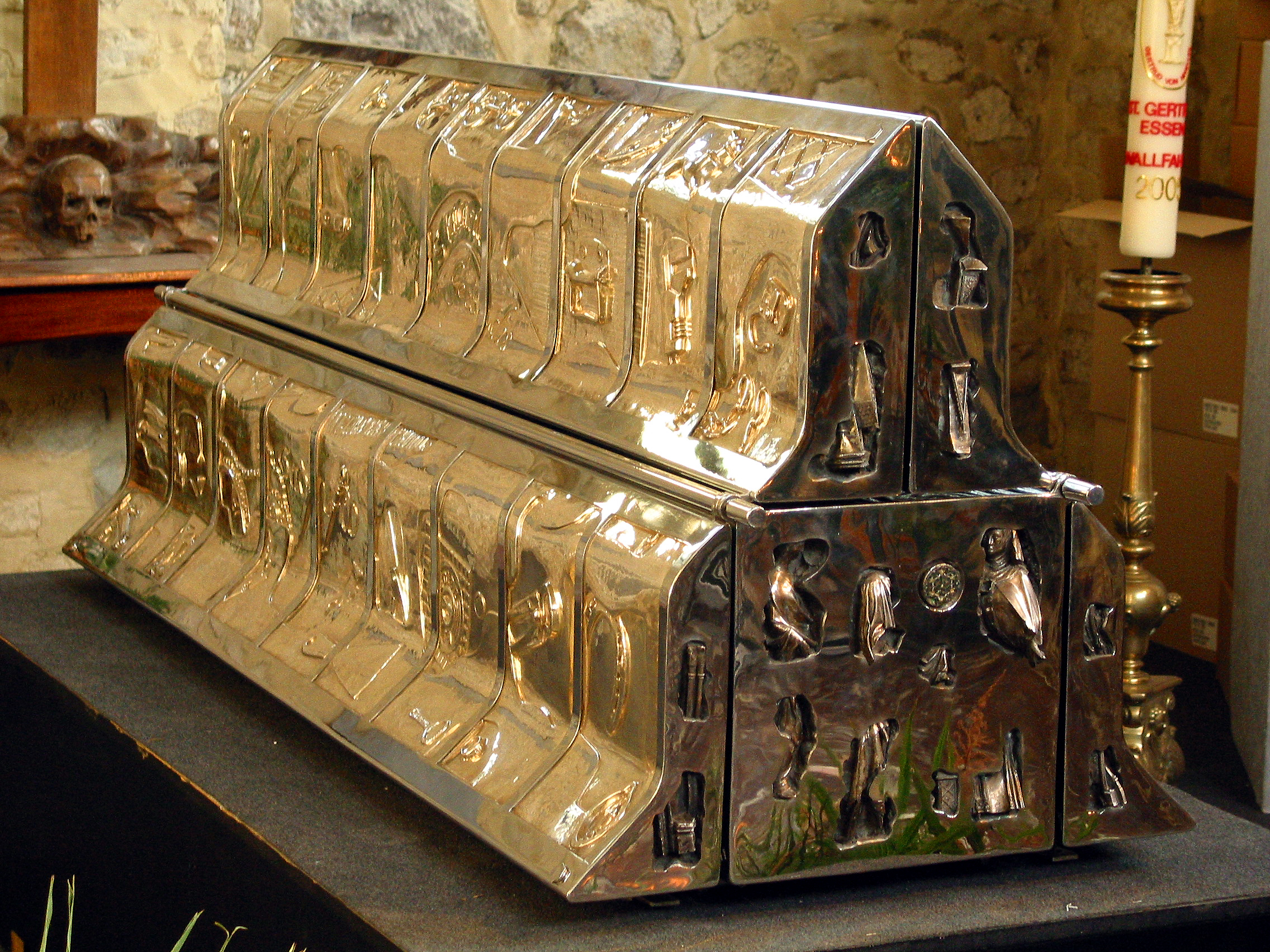
Відтворена у 1980-х роках рака з мощами св. Гертруди

Відразу після смерті стала шануватися святою. Близько у 670 році ченцем Нівельського монастиря, ймовірно тим, хто знав св. Гертруду особисто, складено її перше житіє, найдавніший збережений список якого датується IX століттям. У 691 році (доповнено в VIII столітті) було написано твір «Virtutes S. Gertrudis» (Чесноти св. Гертруди), в якому йдеться про численні чудеса, що відбувалися на могилі святої.
Шанування св. Гертруди було широко поширене в Нідерландах і Нижній Німеччині. Іконографічні атрибути св. Гертруди Нівельської — чернече вбрання, жезл, книга, символічний макет церкви або лікарні в руках. Зустрічаються також зображення з кішками на руках. Пам'ять св. Гертруди в католицькій церкві — 17 березня.
Колишня монастирська церква абатства нині носить ім'я св. Гертруди. Церква сильно постраждала після німецького бомбардування 1940 року, під час бомбардування загинула і рака з мощами святої. Тривала реконструкція храму завершилася в 80-х роках, тоді ж була створена нова рака.